# 納爾遜·曼德拉廣場
納爾遜·曼德拉廣場是南非約翰內斯堡桑頓的公共廣場和購物中心。該廣場原名為桑頓廣場（Sandton Square），於2004年3月以南非前總統和反種族隔離活動家納爾遜·曼德拉命名。在重新命名廣場的儀式上，一個六米高的曼德拉雕像亮相。其與大型購物中心桑頓市相連，共同構成非洲最大的零售商場之一，擁有400多家商店。

## 歷史
廣場以其原名桑頓廣場而聞名，於1994年首次向公眾開放。2004年，在成立10週年之際，其正式更名為納爾遜·曼德拉廣場，並同時揭幕一尊六米高的曼德拉青銅雕像。此為南非首個公開的曼德拉雕像。雕像是於2002年7月委託南非雕塑家Kobus Hattingh和Jacob Maponyane設計，在2004年2月完成。其重約2.5噸。
一些人批評曼德拉廣場改名的決定，因為曼德拉長期以來一直代表弱勢群體，而廣場則位於南非最富裕的地區。廣場的經理加里·維坡恩德解釋並說明這一決定：“廣場就像馬迪巴（曼德拉的暱稱）一樣樂觀、富有表現力和自信，代表一個複雜、折衷、國際化的成功故事。”
廣場與桑頓市相連，共同構成非洲最大的零售綜合體。廣場本身面積約1,000平方米，遠處有許多商店、餐館和圖書館。

## 外部連結
- 官方网站

26°06′27″S 28°03′17″E / 26.1074°S 28.0546°E